# Henschel Hs 122
Le Henschel Hs 122 est un prototype d'avion militaire de l'entre-deux-guerres allemand.